# 長岳寺
長岳寺（ちょうがくじ）は、奈良県天理市にある高野山真言宗の寺院。山号は釜の口山（かまのくちさん）。本尊は阿弥陀三尊。日本最古の道といわれる山の辺の道のほぼ中間点に位置している。釜口大師の名で親しまれている。

## 歴史
天長元年（824年）6月に淳和天皇の勅願により空海（弘法大師）によって釜口氏の廟所があったこの地に大和神社の神宮寺として、また真言道場としての精舎が創建されたという。
盛時には48箇坊もの塔頭が建ち並び衆徒も三百余名を数えていた。鎌倉時代には興福寺大乗院の末寺となっている。
中世には広大な寺領を有し、室町時代には楊本氏の外護に預かっていたが、応仁の乱や文亀3年（1502年）2月の兵火によって伽藍が炎上し、衰退する。
天正8年（1580年）には豊臣秀吉によって三百石の寺領が没収されたが、慶長7年（1602年）8月に徳川家康によって百石が寄進されている。
元禄7年（1694年）には東山天皇の女院の御願によって本堂が再建されている。
安永年間（1772年 - 1781年）には寺坊は普賢院以下40箇院あったが、天明年間（1781年 - 1789年）には普賢院、地蔵院、蓮花院、地宝院、自性院、明王院、知足院の7箇院となっていた。
1873年（明治6年）には寺領は廃され、当寺は本寺および塔頭の普賢院と自性院のみとなった。その後、搭頭も廃されて本寺のみとなった。
境内の面積は約40,000平方メートルと広く、八十八箇所石仏道が竜王山中腹の奥の院まで巡らされている。

## 境内

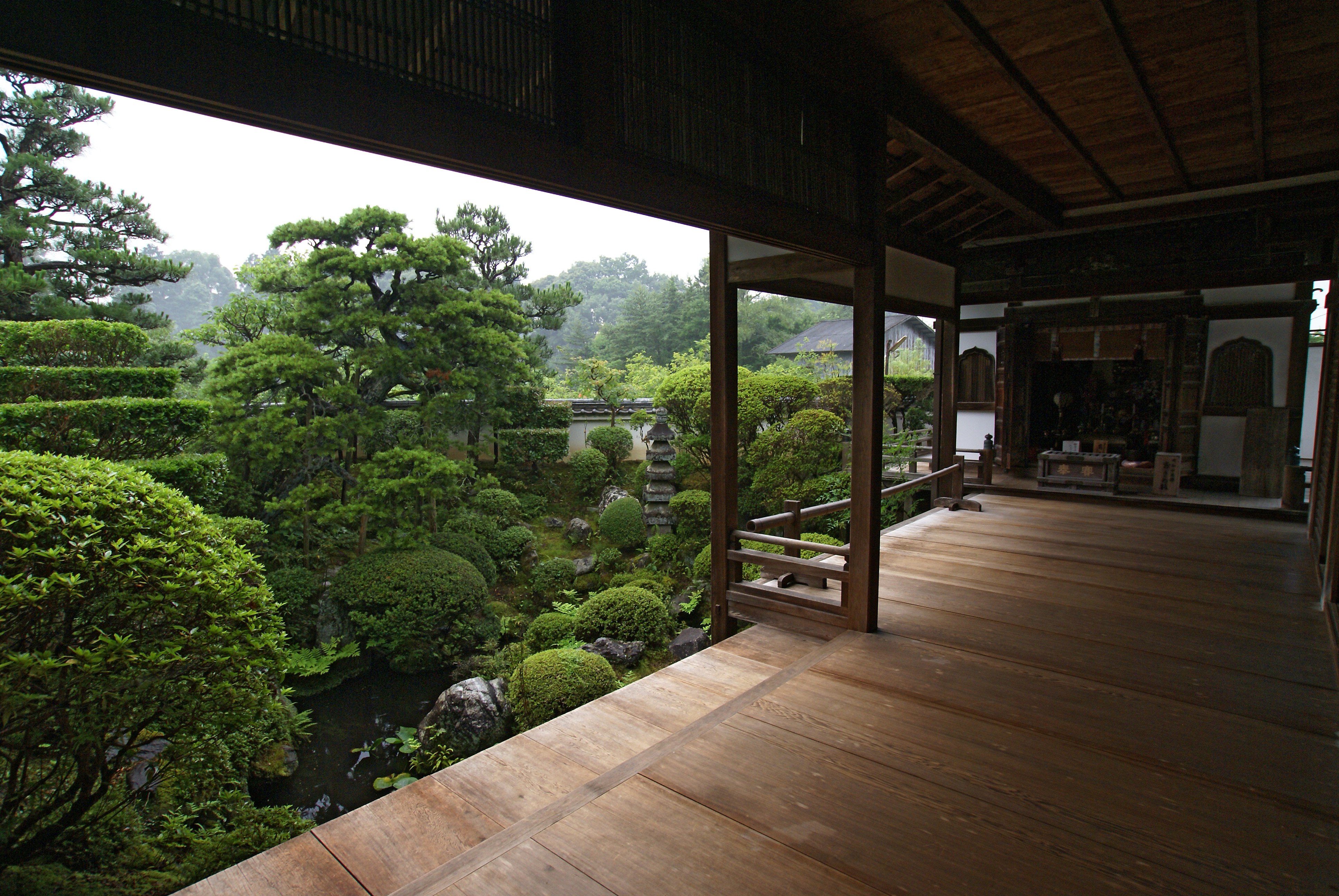
旧地蔵院庭園、右奥に延命殿

- 本堂 - 天明3年（1783年）再建。阿弥陀三尊像（重要文化財）と多聞天立像（重要文化財）・増長天立像（重要文化財）を安置している[3]。
- 庭園 - 放生池を中心とした浄土式庭園[3]。
- 大師堂（奈良県指定有形文化財） - 正保2年（1645年）建立。空海（弘法大師）像が安置されている。
- 拝堂 - 大師堂の前に位置する。
- 十三重石塔 - 鎌倉時代の石塔。
- 大石棺佛 - 高さ2m、石棺に彫られた石仏。
- 鐘堂
- 新四国八十八箇所石仏群
- 楼門（重要文化財） - かつては上層に梵鐘が吊られていたために鐘楼門と呼ばれる。日本最古の鐘門[3]。下層は室町時代から安土桃山時代、上層は平安時代の築。寺伝では空海による創建当初から現存する建物というが、上層部分も空海の時代まではさかのぼらず、平安時代末期頃の建築とされる。
- 旧地蔵院 - 旧塔頭。かつて48もあった塔頭のなかで唯一残った旧地蔵院の遺構である[3]。
  - 延命殿（重要文化財） - 持仏堂。旧地蔵院の本堂[3]。
  - 庫裏（重要文化財） - 寛永7年（1630年）築であるが、室町時代の書院造の様式を伝えている[3]。
  - 庭園 - 池泉鑑賞式庭園。
- 大門 - 寛永17年（1640年）再建。
- 奥の院
- 五智堂（重要文化財） - 当寺から約1キロメートル離れた飛び地境内に建つ鎌倉時代の建造物。「堂」といっても方一間、全面吹き放し（建具、壁等を設けない）の小規模な建造物である。中央の心柱の上部に四仏の種子を表し、心柱を大日如来に見立て、全体で五智如来を表す。その形状から「傘堂」、四方どちらの面も正面に見えることから「真面堂（まめんどう）」の別称がある[3]。

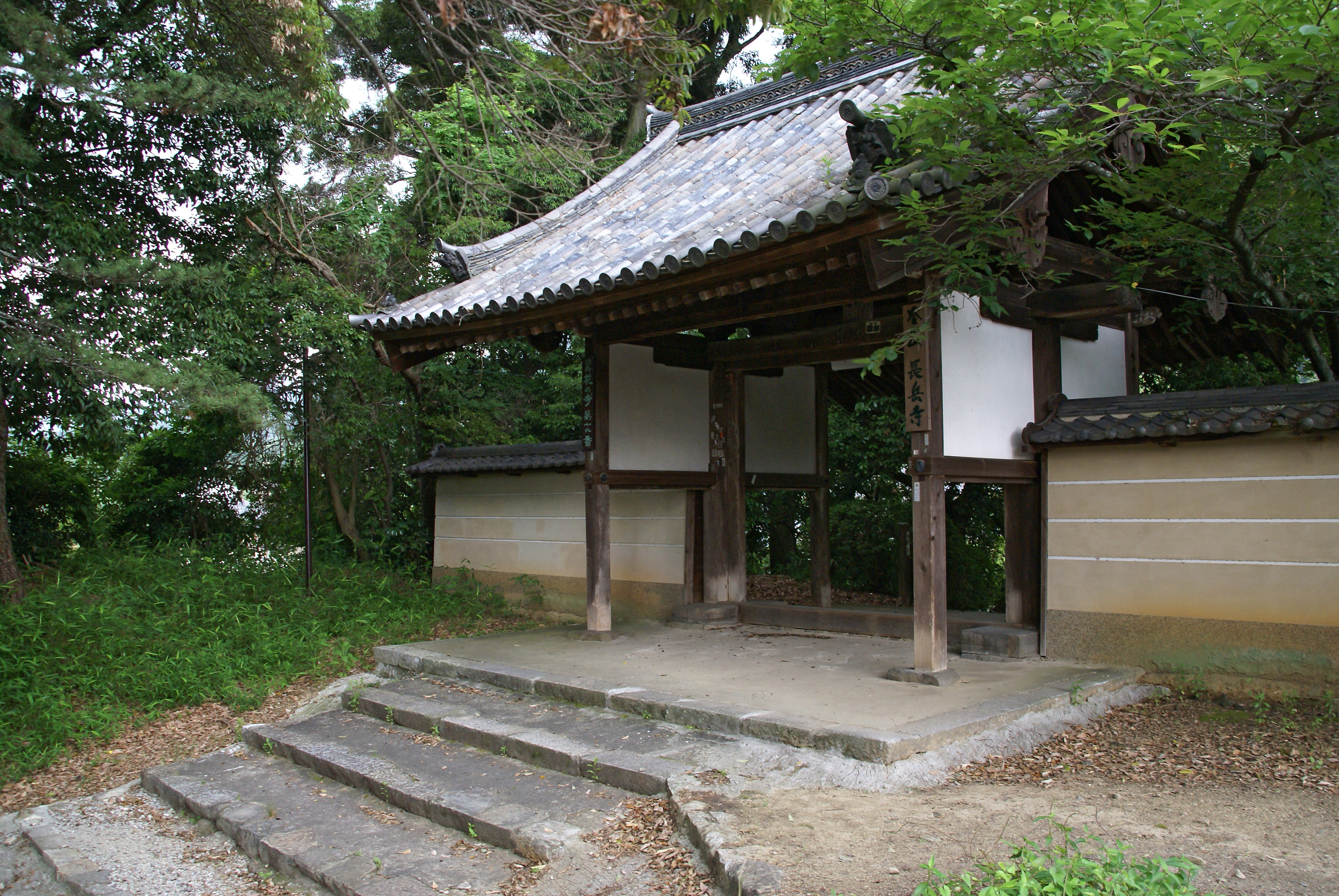
大門
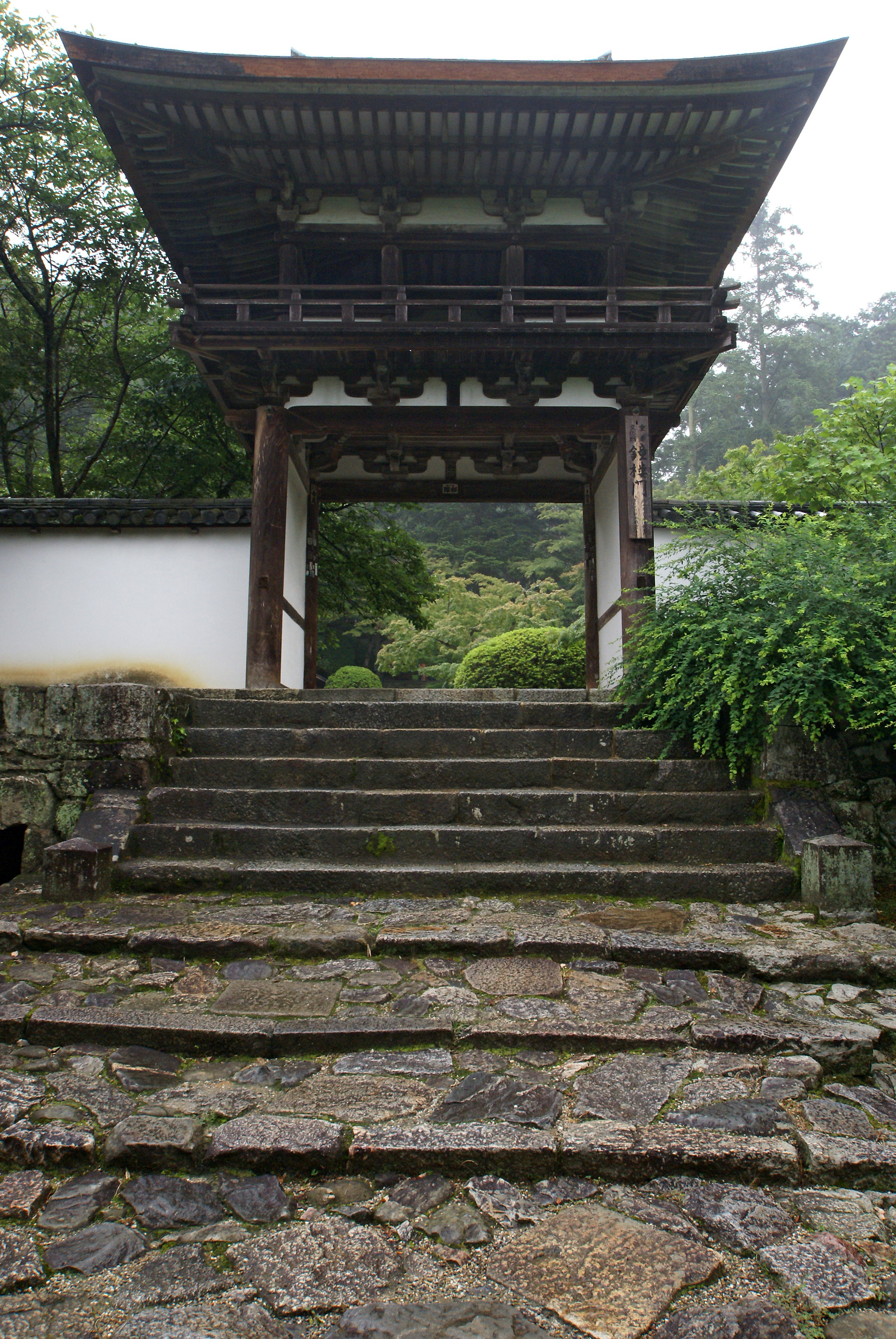
楼門（重要文化財）
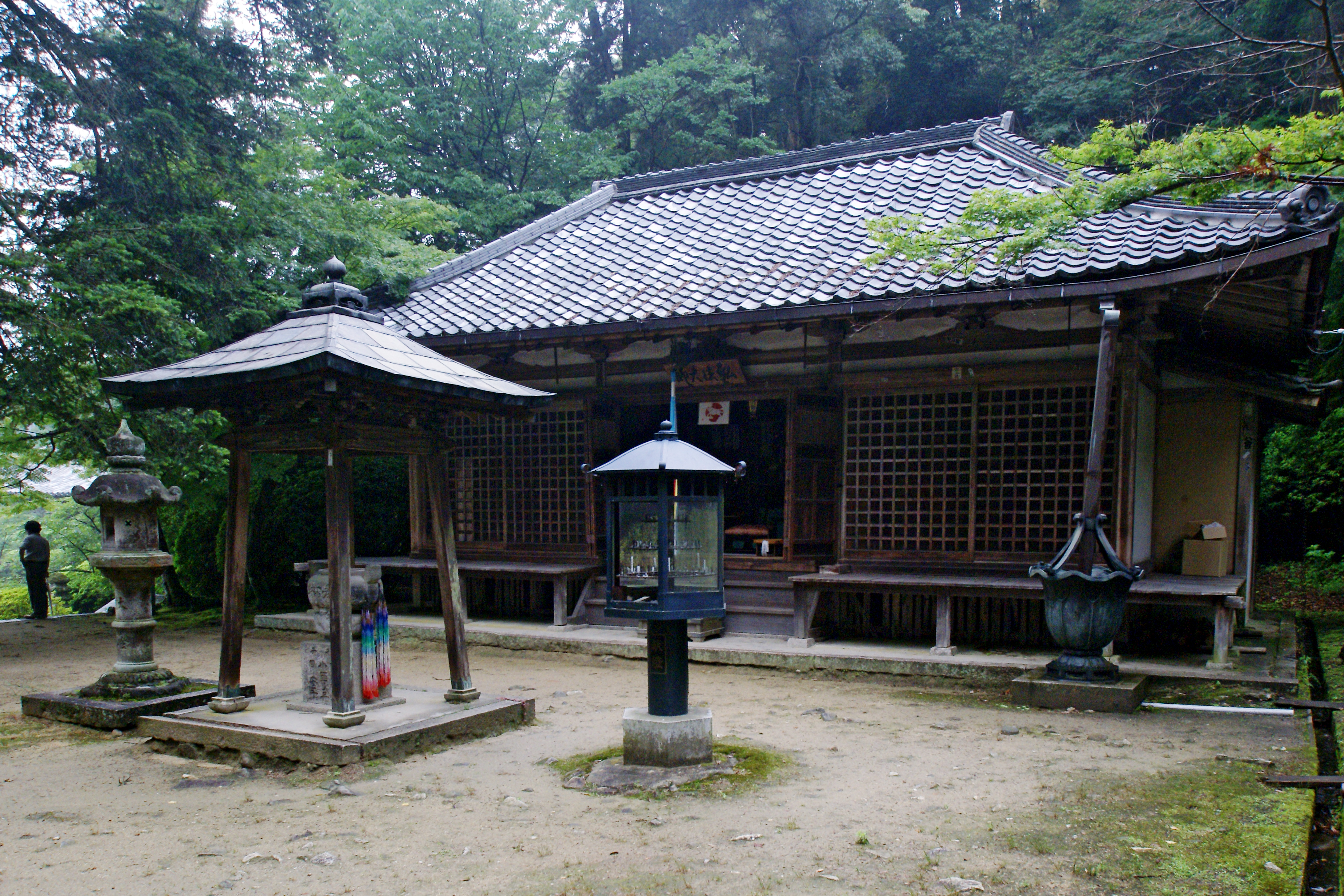
拝堂
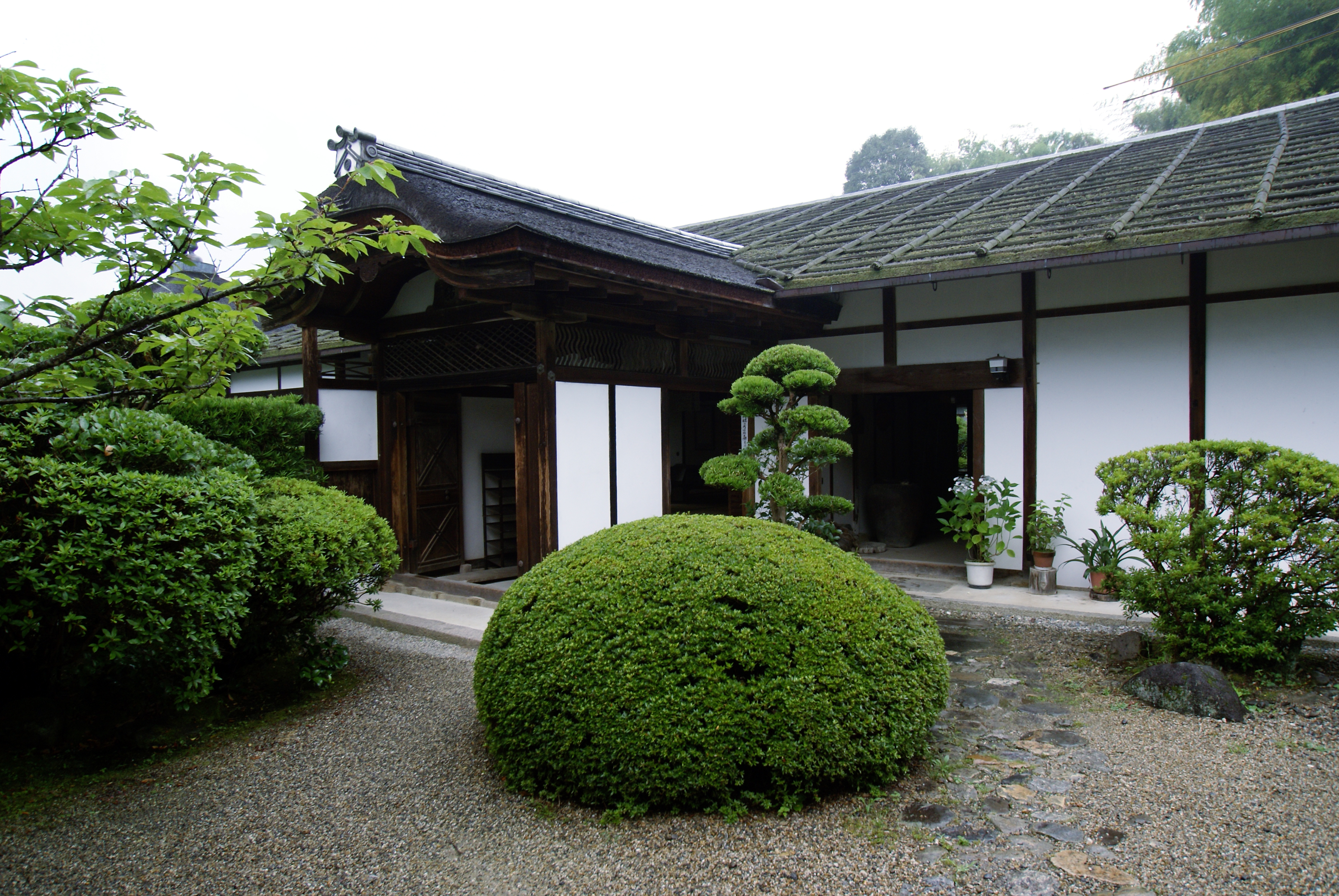
旧地蔵院（庫裏、重要文化財）
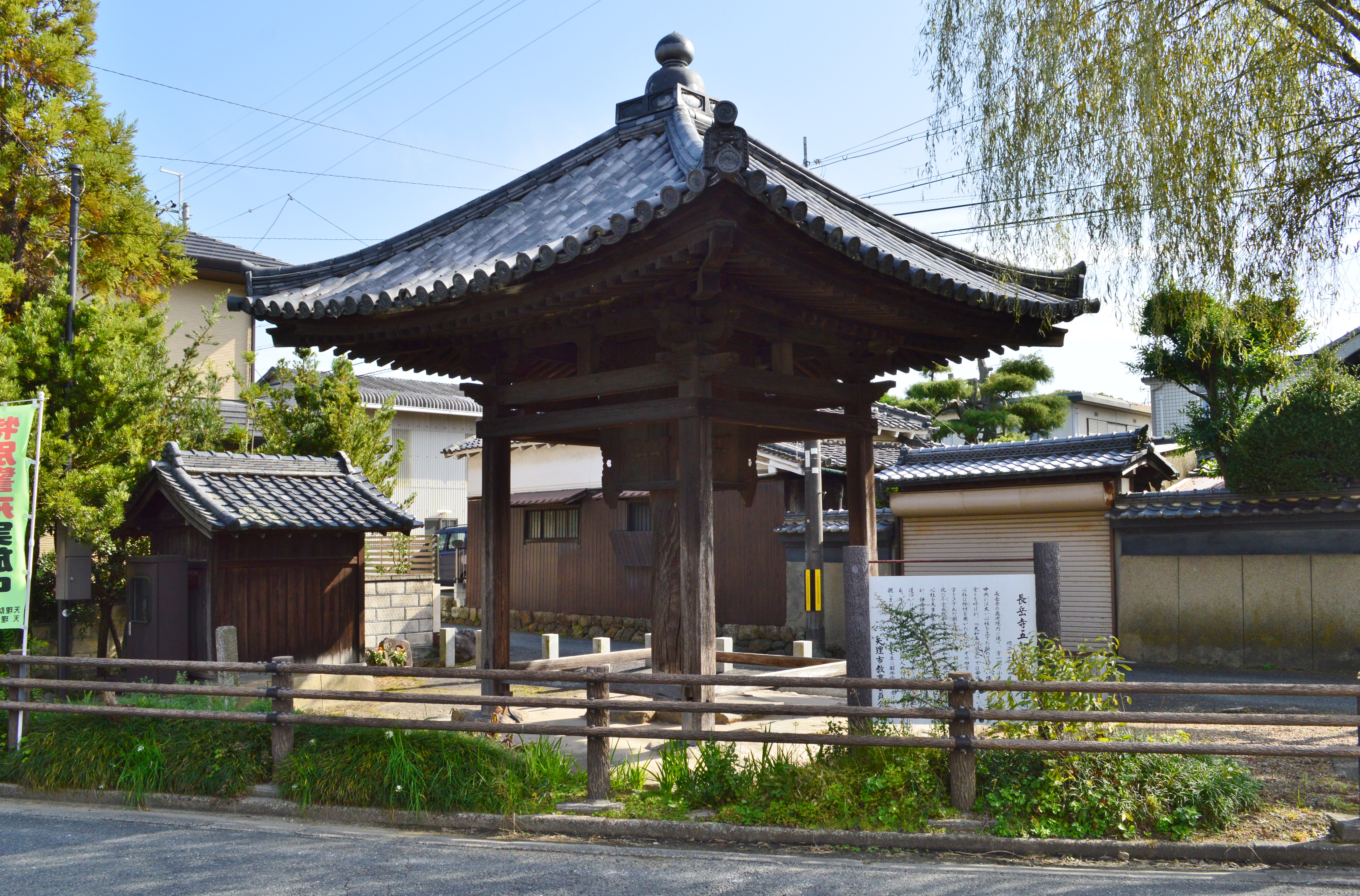
五智堂（重要文化財）
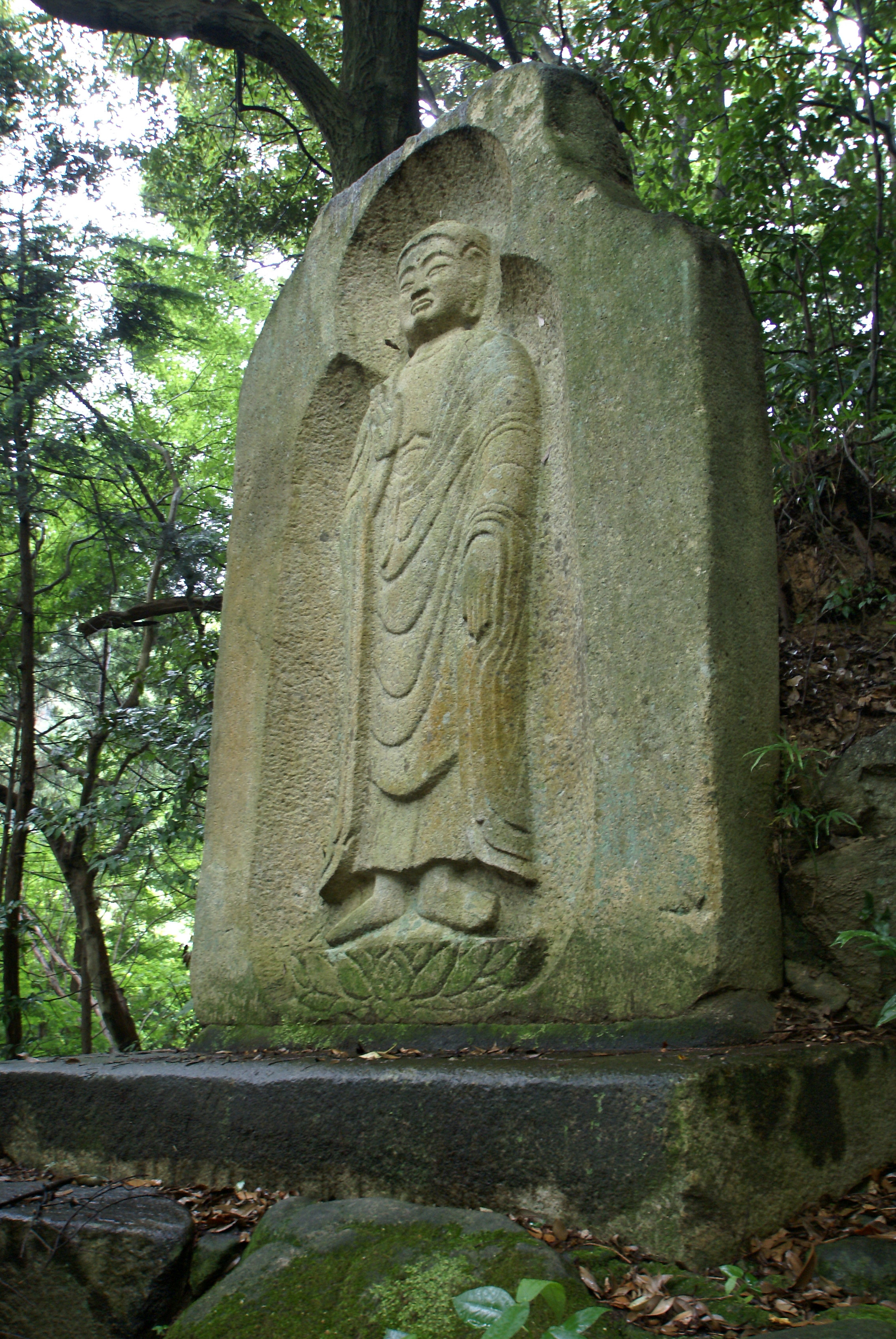
大石棺佛
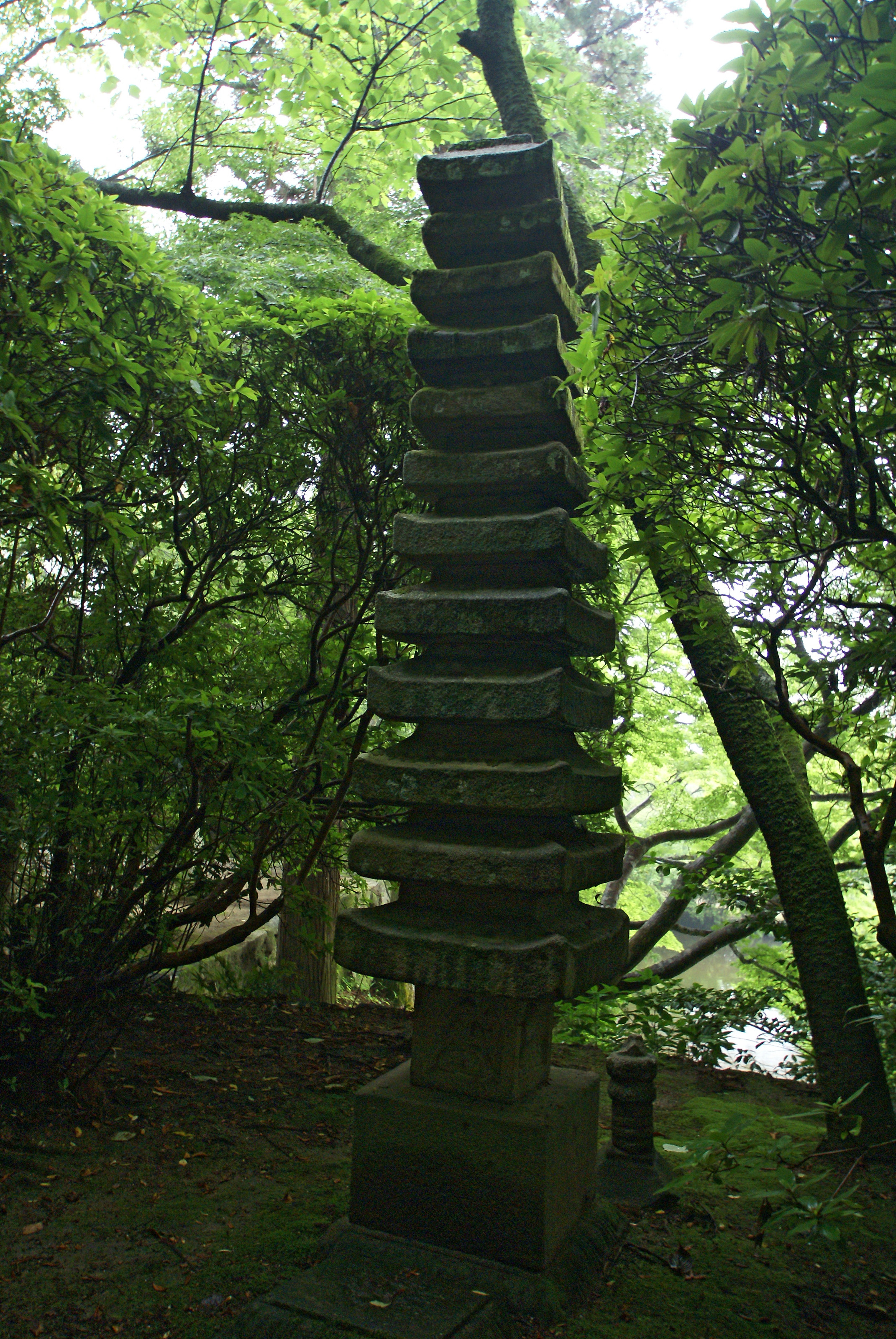
十三重塔
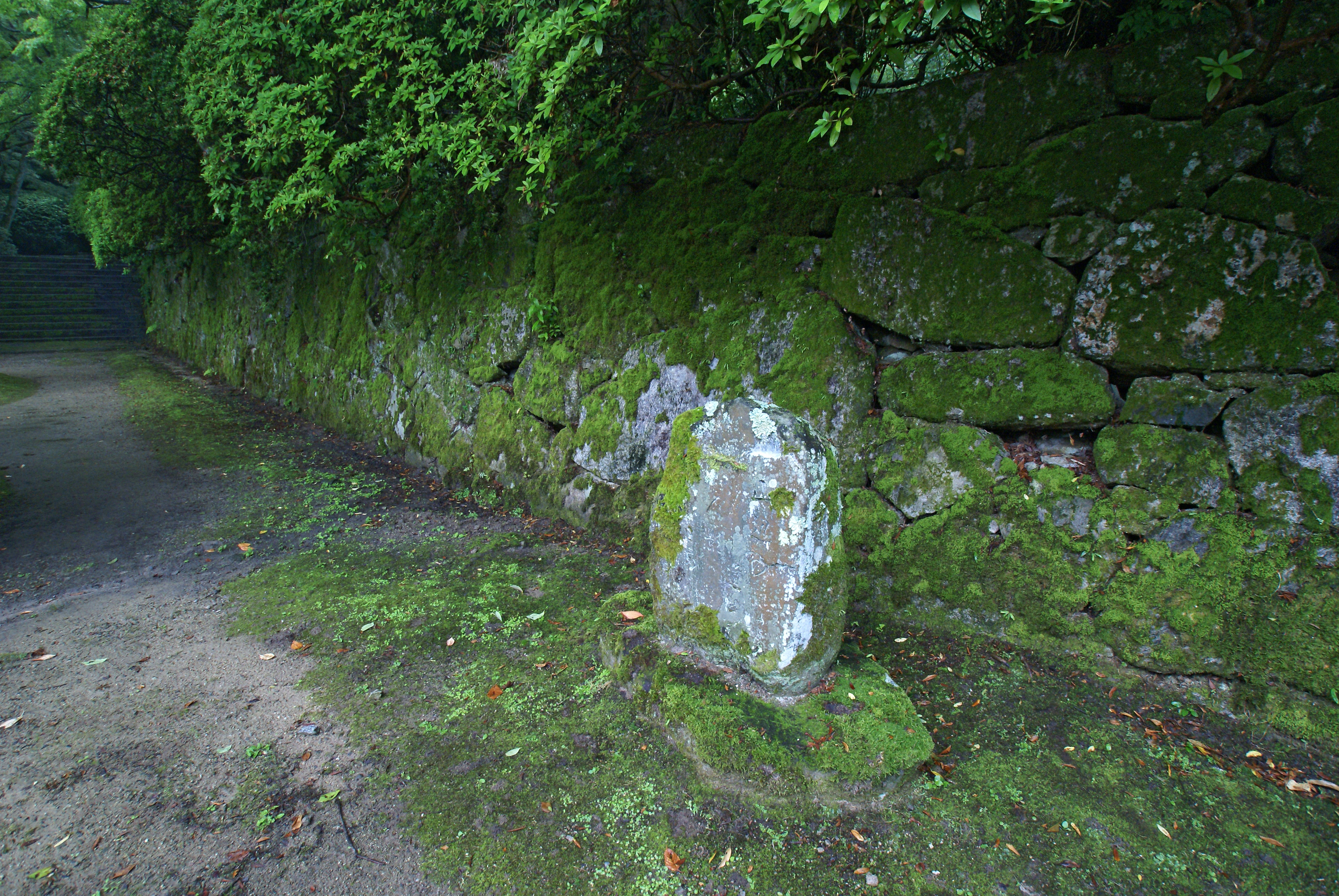
古い石垣が残る
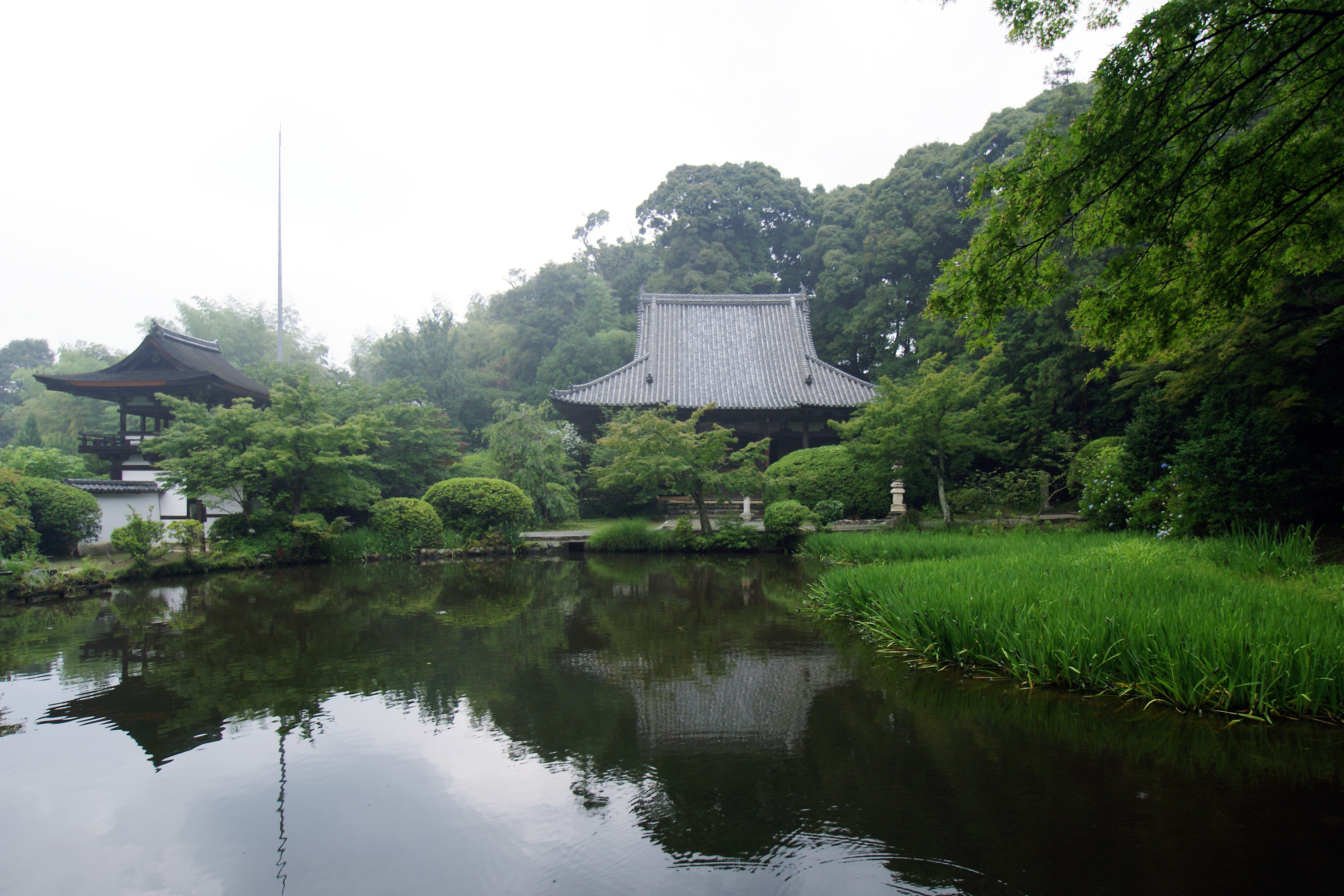
放生池
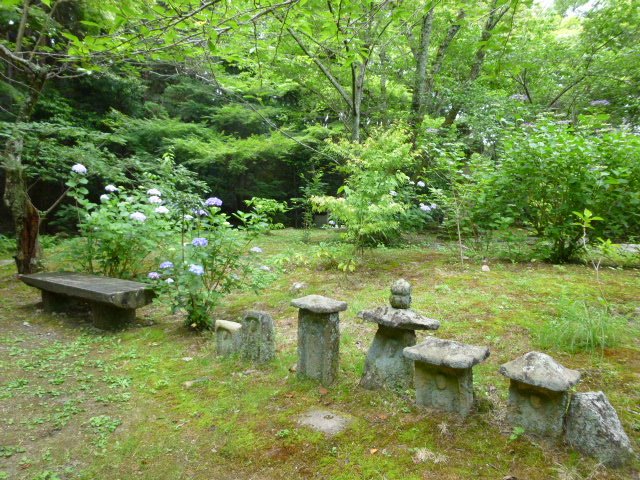
石仏と紫陽花

## 文化財

### 重要文化財
- 楼門
- 五智堂
- 旧地蔵院 2棟
  - 本堂（延命殿）
  - 庫裏
- 木造阿弥陀如来両脇侍像 - 胎内銘から平安時代末期の仁平元年（1151年）の作と判明する。本三尊像の堂々とした量感や写実的な表現は、この当時流行した定朝様（じょうちょうよう）の繊細優美な仏像とは異なった作風を示し、次の鎌倉時代の作風のさきがけをなすといわれる。両脇侍を片足を踏み下げた半跏像とする形式は奈良時代にその例が見られ、奈良時代の古典復興の意図があったとも見られる。本三尊像は、玉眼（像の眼の部分に水晶を嵌め込む技法）を用いた像で制作年代の判明する最古例としても知られる。
- 木造増長天・多聞天立像 - 平安時代中期の作。元は大神神社の神宮寺である大御輪寺（現・大直禰子神社）の仏像だったが、明治時代の廃仏毀釈によって大御輪寺が廃絶したためここに移す。

### 奈良県指定有形文化財
- 大師堂
- 刺繍阿弥陀如来立像 - 奈良国立博物館寄託。
- 黒漆彩色華形大壇
- 紙本著色六道絵（極楽地獄図） - 約400年前の安土桃山時代に狩野山楽が描いた9幅構成の地獄図である。図柄の精緻さ、各場面の描写は素晴らしい。

### 天理市指定有形文化財
- 絹本著色仏涅槃図

### その他
- 弥勒大石棺仏 - 古墳の石材を利用した2m近い石仏で、境内には鎌倉時代から江戸時代にかけての石仏が数多くある。

## 備考
- 庫裏で賄われる寺料理のそうめんが名物として知られる。

## 前後の札所
関西花の寺二十五霊場
18 白毫寺　-　19 長岳寺　-　20 石光寺
大和十三仏霊場
3 安倍文殊院　-　4 長岳寺　-　5 矢田寺
大和北部八十八ヶ所霊場
79 観音寺（おふさ観音）　-　80 長岳寺　-　81 平等寺

## 所在地
- 奈良県天理市柳本町508

## アクセス
- JR桜井線 柳本駅より東へ徒歩約20分。

## 周辺情報
- 崇神天皇陵
- 景行天皇陵
- 手白香皇女衾田陵
- 櫛山古墳
- 黒塚古墳
- 天理市立黒塚古墳展示館
- 西山塚古墳